# Deuterocopus issikii
Deuterocopus issikii là một loài bướm đêm thuộc họ Pterophoridae. Nó được tìm thấy ở New Guinea.
Chiều dài cánh trước khoảng 5.5 mm.